# Ándalus Líneas Aéreas
Ándalus Líneas Aéreas was een Spaanse regionale luchtvaartmaatschappij gevestigd in Málaga. Na de aankondiging in juli 2008 nam ze op 20 december dat jaar haar eerste Embraer ERJ 145 toestel in ontvangst.
Eind februari 2009 begon ze haar vluchten in samenwerking met twee Marokkaanse tour-operators. Met haar eerste toestel bood ze vluchten vanaf Nador naar Barcelona, Girona, Madrid, Málaga en Palma de Mallorca. Later had de maatschappij plannen om vluchten naar Latijns-Amerika en het Caraïbisch gebied te gaan aanbieden. Echter op 13 augustus 2010 werden de activiteiten gestaakt na intrekken van de licentie door de luchtvaartautoriteiten.

## Bestemmingen
Via haar eigen website bood de maatschappij diverse vluchten aan tussen Spanje, Portugal en Marokko:

### Spanje
- Almeria
- Málaga
- Barcelona
- Bilbao
- Madrid
- Sevilla

### Gibraltar
- Gibraltar

### Portugal
- Lissabon
- Porto

### Marokko
- Casablanca
- Nador
- Marrakesh
- Tanger

## Vloot
De maatschappij had twee toestellen van fabrikant Embraer, beide van de ERJ 145 familie, namelijk een 145 MP en 145 EU, afkomstig van respectievelijk Lagunair en Flybe.